# Cetarthrosaurus walkeri
Il cetartrosauro (Cetarthrosaurus walkeri) è un rettile marino estinto, appartenente agli ittiosauri. Visse alla fine del Cretacico inferiore (Albiano, circa 102 milioni di anni fa) e i suoi resti fossili sono stati ritrovati in Inghilterra.

## Descrizione
Questo animale è noto solo per due ossa propodiali (cioè l'osso di una parte superiore del braccio o della gamba), anche se non è chiaro se siano omeri o femori. In ogni caso, la forma di queste ossa è particolarmente insolita e, anche se chiaramente questi resti appartengono a un ittiosauro, possiedono caratteristiche uniche. Il capitulum era emisferico, disconnesso dai trocanteri dorsale e ventrale, e vi era una parte centrale allungata e snella. Era presente inoltre un trocantere a forma di lamina, in posizione ventrale e parallelo al lungo asse. Come tutti gli ittiosauri evoluti, anche Cetarthrosaurus doveva possedere un corpo idrodinamico, quattro arti trasformati in pinne e una coda bilobata.

## Classificazione
Cetarthrosaurus venne descritto per la prima volta nel 1869 da Harry Govier Seeley, sulla base di un osso rinvenuto nella Cambridge Greensand in Inghilterra. Seeley descrisse questo osso come un femore di forma molto insolita, e lo attribuì inizialmente a una nuova specie del genere Ichthyosaurus (I. walkeri). La struttura inusuale condusse lo studioso ad ascrivere l'osso a un genere a sé stante, Cetarthrosaurus appunto (Seeley, 1873).
Successivamente, questo taxon venne considerato un mosasauro (Lydekker, 1888) e venne poi dimenticato dalla letteratura scientifica. Solo nel 2003 il nome Ichthyosaurus walkeri venne ritenuto un nomen dubium (McGowan e Motani, 2003), ma nel 2014 un nuovo studio permise di riconoscere le insolite caratteristiche di Cetarthrosaurus, anche grazie al ritrovamento di un nuovo propodiale.
Attualmente Cetarthrosaurus è considerato un ittiosauro di incerta collocazione sistematica, appartenente in ogni caso al gruppo dei tunnosauri, che comprende gli ittiosauri più evoluti.